# Markéta Liebesná
Markéta Liebesná, geb. Weissbartová (* 13. November 1898 in Lomnice u Tišnova; † 1944 im KZ Auschwitz-Birkenau), war ein aus der Tschechoslowakei stammendes jüdisches Opfer des Holocausts.

## Leben
Markéta Liebesná war die Tochter von Ida Weissbartová geb. Popperová (1876–1942) aus Lomnice u Tišnova. Sie heiratete in die Familie Liebesný, die ebendort seit dem 19. Jahrhundert lebte: Auf dem jüdischen Friedhof in Lomnice befinden sich die Grabsteine des Kaufmanns Moritz Liebesný (1850–1925) und seiner Frau Louisa Liebesná (1861–1921). Markéta heiratete deren Sohn Otto Liebesný (1894–1944), beide lebten in Lomnice und hatten zwei Kinder: Jan Liebesný, später Jan Líbezný (1923–2006) und Lilly Luisa Liebesná (1927–1944). Seit 1940 lebte auch ihre Mutter in der Familie.
Im März bzw. April 1942 wurde die Familie verhaftet. Markéta Liebesná wurde mit ihrem Mann und ihren Kindern am 4. April 1942 mit dem Transport Ah Nr. 527 von Brünn nach Theresienstadt und dann am 18. Mai 1944 mit dem Transport Eb Nr. 2056 von Theresienstadt nach Auschwitz-Birkenau deportiert. Während der Liquidation des Familienlagers BIIB in Auschwitz (Theresienstädter Familienlager oder Familienlager Theresienstadt) wurde sie zwischen dem 10. Juli und 12. Juli 1944 in der Gaskammer ermordet.

## Stolperstein

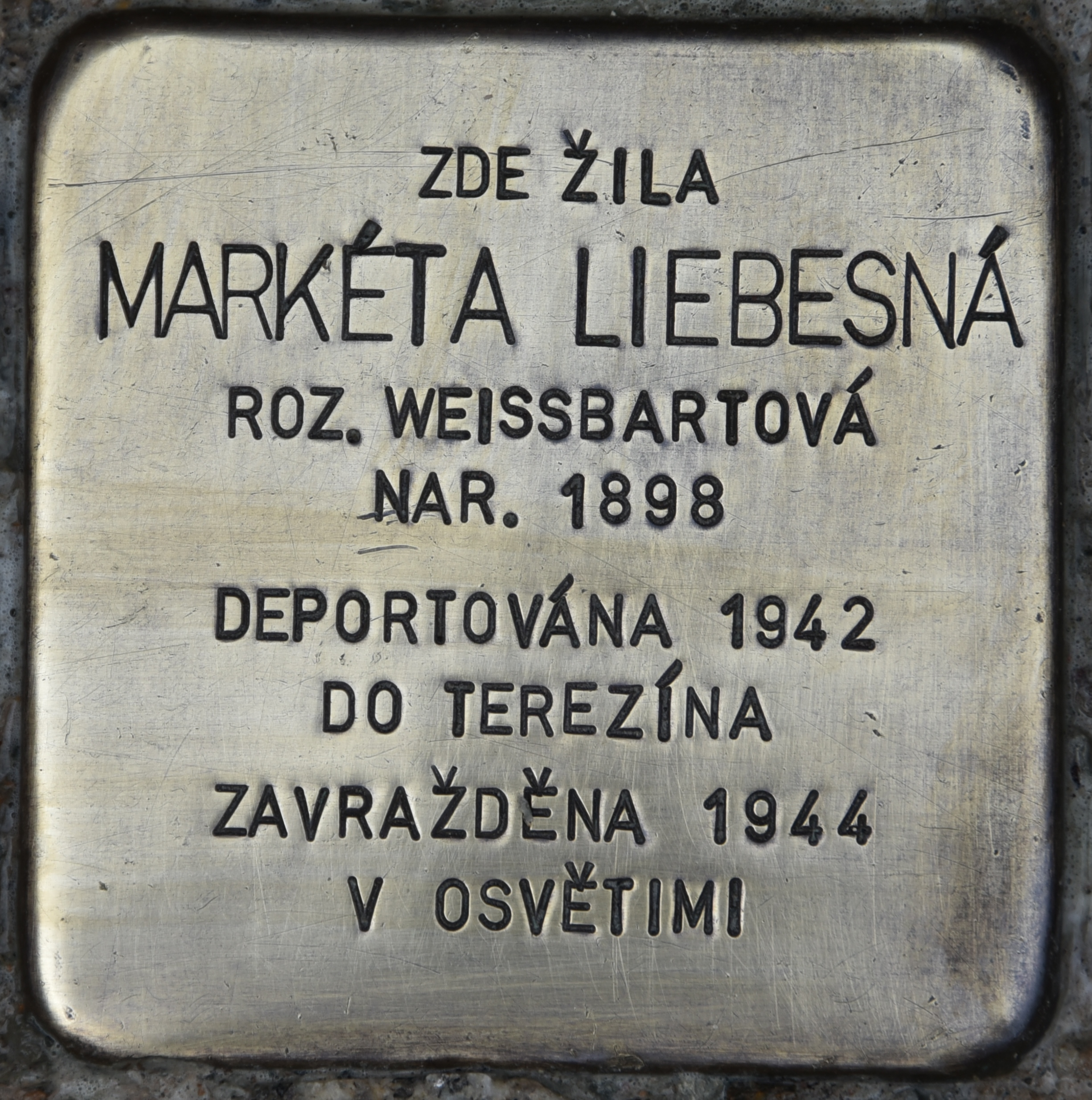
Stolperstein für Markéta Liebesná

Am 17. September 2011 wurde vor dem Haus ul. Josefa Uhra 231 in Lomnice, wo sie bis zu ihrer Verhaftung und Deportation lebte, für sie ein Stolperstein gelegt.
Der Stolperstein trägt den folgenden Text (hier mit einer Übersetzung):
| ZDE ŽILA MARKÉTA LIEBESNÁ ROZ. WEISSBARTOVÁ NAR. 1898 DEPORTOVÁNA 1942 DO TEREZÍNA ZAVRAŽDĚNA 1944 V OSVĚTIMI | HIER LEBTE MARKÉTA LIEBESNÁ GEB. WEISSBARTOVÁ GEB. 1898 DEPORTIERT 1942 NACH THERESIENSTADT ERMORDET 1944 IN AUSCHWITZ |

Das Ereignis, das im Rahmen der „Tage des europäischen Kulturerbes“ (Dny evropského dědictví v Lomnici) stattfand, stieß in der Region auf bedeutendes Echo. Über die Stolperstein-Verlegung in Lomnice berichtete ebenfalls die Onlineausgabe der überregionalen Zeitschrift Literární noviny vom 13. September 2011. Die „Kulturerbe-Tage“ werden in Lomnice alljährlich vom lokalen Verschönerungsverein OSLO veranstaltet, der sich auch für die Stolpersteinverlegung einsetzte. 2011 und 2013 wurden bei der Gelegenheit bisher insgesamt 9 Stolpersteine in der Gemeinde verlegt.